# William Withering
William Withering (ur. 17 marca 1741 w Wellington, zm. 6 października 1799 w Sparkbrook) – angielski lekarz, botanik i chemik.

## Życiorys
Withering urodził się w Wellington jako syn chirurga. Studiował medycynę na Wydziale Medycznym Uniwersytetu Edynburskiego. W 1767 rozpoczął pracę jako konsultant w Stafford Royal Infirmary. W 1772 r. ożenił się z Heleną Cookes (amatorską ilustratorką roślin i jego dawną pacjentką). Mieli troje dzieci. Withering został wyznaczony na lekarza do szpitala ogólnego w Birmingham. W 1785 roku został członkiem prestiżowego Royal Society, był także jednym z członków Towarzystwa Księżycowego. Wynajął dom w Edgbaston Hall. Podczas zamieszek w Birmingham w 1791 r. przygotowywał się do ucieczki z Edgbaston Hall, ale buntowników zdołano siłą powstrzymać do czasu przybycia wojska. W 1792 roku w wyniku postępującej choroby płuc (prawdopodobnie przewlekłe zapalenie oskrzeli) został zmuszony do przejścia na emeryturę. W 1799 r. zdecydował, że nie będzie znosił kolejnej zimy w zimnej i niespokojnej Edgbaston Hall, więc kupił dom w pobliskim Sparkbrook. Jego żona jednak nie chciała się przenieść i została w Edgbaston Hall. Zmarł wkrótce po przeprowadzce do nowego domu.

## Praca naukowa
Podczas pracy w szpitalu w Birmingham zauważył, że u pacjenta z obrzękiem spowodowanym zastoinową niewydolnością serca zdrowie znacznie poprawiło się po zażyciu tradycyjnego leku ziołowego zawierającego mieszankę 20 ziół. Withering stwierdził, że w mieszance istotne działanie lecznicze miała tylko naparstnica. Lecznicze działanie naparstnicy znane było od dawna, ale Withering dokonał jego naukowego opracowania. Wyizolował z niej czynną substancję o nazwie digitoksyna i stwierdził, że wysuszone i sproszkowane liście naparstnicy są 5 razy skuteczniejsze od świeżych. Opisał jej działanie lecznicze i skutki uboczne na 163 pacjentach i opublikował wyniki badań.
Jego studia w dziedzinie geologii i chemii były nie mniej znane. Badał skład chemiczny margli, spontaniczną łatwopalność pewnego związku manganu i metody rozpuszczania tlenków arsenu. Praca nad arszenikiem była odpowiedzią na prośbę Thomasa Fowlera, który był w trakcie opracowywania liquor arsenicalis, później stosowanego z dobrym skutkiem w leczeniu chorób skóry (do czasu aż ujawniła się jego długotrwała toksyczność). Zajmował się badaniem ciężkiej rudy z Alston Moor w Cumberland, zwanej Terra Ponderosa. Przeprowadził na niej szereg eksperymentów i stwierdził, że zawierała jakąś nieznana substancję. Niestety nie udało mu się jej rozpoznać. Dopiero w 1800 r. Humphrey Davy wyizolował z rudy węglan baru i nieznany dotąd pierwiastek bar.
Zajmował się również botaniką. W 1776 r., krótko po przybyciu do Birmingham, opublikował pracę zatytułowaną Botaniczne uporządkowanie wszystkich warzyw naturalnie rosnących w Wielkiej Brytanii. Praca ta doczekała się wielu wydań. Była pierwszym w angielskim języku opracowaniem, w którym wykorzystano niedawno opracowany przez Karola Linneusza system klasyfikacji roślin. Książkę ilustrowała jego żona.
Opisał wiele nowych gatunków roślin i grzybów. W nazwach naukowych utworzonych przez niego taksonów dodawany jest skrót jego nazwiska With.